# Acanthoderma
Acanthoderma — рід грибів. Назва вперше опублікована 1917 року.

## Класифікація
До роду Acanthoderma відносять 1 вид:
- Acanthoderma memecyli